# 1952 a jogalkotásban
1952-ben az alábbi jogszabályokat alkották meg:

## Magyarország

### Törvények (6)
- 1952. évi I. törvény 	 az Alkotmány 24. §-a új szövegének megállapításáról
- 1952. évi II. törvény 	 a központi állami ellenőrzésről
- 1952. évi III. törvény 	 a polgári perrendtartásról
- 1952. évi IV. törvény 	 a házasságról, a családról és a gyámságról
- 1952. évi V. törvény 	 az 1953. évi állami költségvetésről
- 1952. évi VI. törvény 	 az állami statisztikáról

### Törvényerejű rendeletek (26)
- Forrás: Törvényerejű rendeletek teljes listája (1949 - 1989)
- 1952. évi 1. tvr. új minisztériumok szervezéséről (jan. 6.)
- 1952. évi 2. tvr. az állami begyűjtésről (jan. 6.)
- 1952. évi 3. tvr. a Népgazdasági Tanács létesítéséről szóló 1949. évi XVI. törvény módosításáról (jan. 15.)
- 1952. évi 4. tvr. egyes házingatlanok állami tulajdonbavételéről (febr. 17.)
- 1952. évi 5. tvr. az állami vállalatról szóló 1950. évi 32. tvr. módosításáról (febr. 20.)
- 1952. évi 6. tvr. a katonai büntetőtörvénykönyvről szóló 1948. évi LXII. törvény kiegészítéséről (febr. 20.)
- 1952. évi 7. tvr. a házasságkötés megkönnyítéséről (márc. 4.)
- 1952. évi 8. tvr. a Rákosi Mátyás Nehézipari Műszaki Egyetemről (márc. 8.)
- 1952. évi 9. tvr. a takarékbetétekről és a takarékbetétesek jogairól (ápr. 20.)
- 1952. évi 10. tvr. a közgazdasági technikumokról (máj. 4.)
- 1952. évi 11. tvr. a műszaki tanárképzésről szóló 1951. évi 22. tvr. módosításáról (jún. 22.)
- 1952. évi 12. tvr. a feltételes szabadságra bocsátás szabályainak módosításáról (jún. 22.)
- 1952. évi 13. tvr. Építőipari Műszaki Egyetem felállítása tárgyában (júl. 22.)
- 1952. évi 14. tvr. a „Magyar Népköztársaság kiváló művésze” és a „Magyar Népköztársaság érdemes művésze” cím adományozásáról szóló 1950. évi 27. tvr. módosításáról és kiegészítéséről (aug. 12.)
- 1952. évi 15. tvr. a kötelező tűz- és jégbiztosítás bevezetéséről (aug. 12.)
- 1952. évi 16. tvr. a debreceni Kossuth Lajos Tudományegyetemről (szept. 16.)
- 1952. évi 17. tvr. egyes községi (városi, városi kerületi) tanácsoknál végrehajtóbizottsági kirendeltségek szervezéséről (szept. 16.)
- 1952. évi 18. tvr. Külügyi Főiskola létesítéséről (okt. 5.)
- 1952. évi 19. tvr. az anyakönyvekről (okt. 26.)
- 1952. évi 20. tvr. a Népgazdasági Tanács megszüntetéséről (nov. 23.)
- 1952. évi 21. tvr. új minisztériumok felállításáról (dec. 25.)
- 1952. évi 22. tvr. a polgári perrendtartásról szóló 1952. évi III. törvény hatálybaléptetéséről, végrehajtásáról (dec. 28.)
- 1952. évi 23. tvr. a házasságról, a családról és a gyámságról szóló 1952. évi IV. törvény hatálybalépése és végrehajtása, valamint a személyi jog egyes kérdéseinek szabályozása tárgyában (dec. 28.)
- 1952. évi 24. tvr. a vámügyeknek a külkereskedelmi miniszter hatáskörébe utalásáról (dec. 28.)
- 1952. évi 25. tvr. a múzeumokról és műemlékekről szóló 1949. évi 13. tvr. módosítása tárgyában (dec. 28.)
- 1952. évi 26. tvr. az 1953. évi állami begyűjtésről (dec. 31.)

### Minisztertanácsi (M. T. számú) rendeletek
- 1/1952. (I. 5.) MT rendelet állami gazdaságok dolgozói ingatlanainak az állam részére történő kedvezményes felajánlásáról[1]
- 2/1952. (I. 8.) MT rendelet A vízjogi eljárási szabályok megállapítása[2]
- 18/1952. (III. 8.) MT rendelet az egyetemet, főiskolát és középfokú szakiskolát végzettek szakmai gyakorlatáról
- 19/1952. (III. 13.) MT rendelet a hitelrendszerről
- 23/1952. (III. 27.) MT rendelet a kisipari szövetkezetekről
- 32/1952. (IV. 22.) MT rendelet a munkanormák készítéséről és kezeléséről
- 48/1952. (VI. 8.) MT rendelet egyes mezőgazdasági termények forgalmának ideiglenes szabályozásáról
- 70/1952. (VIII. 23.) MT rendelet  a törvényes zálogjog vagy visszatartási jog címén a szálloda birtokában levő ingóságok értékesítéséről
- 80/1952. (IX. 16.) MT rendelet a mezőgazdasági termelés és a begyűjtés körében elkövetett kihágásokról
- 83/1952. (IX. 16.) MT rendelet egyes ipari növények termelési körzeteinek kijelöléséről és kötelező termeléséről
- 84/1952. (IX. 25.) MT rendelet az államkölcsönökről, az állam kötelezettségeiről és a kötvénytulajdonosok kedvezményeiről
- 85/1952. (IX. 25.) MT rendelet a munkaviszonyon kívül végzett tevékenységből származó jövedelem adóztatásáról
- 88/1952. (IX. 27.) MT rendelet a munkások családi pótlékára vonatkozó jogszabályok módosításáról és kiegészítéséről
- 90/1952. (X. 2.) MT rendelet a kulákok állattartási kötelezettségéről
- 92/1952.(X. 5.) MT rendelet  a bíráskodásban résztvevő népi ülnökökről
- 93/1952. (X. 13.) MT rendelet az ideiglenes rokkantsági nyugdíjról
- 94/1952. (X. 13.) MT rendelet  a betegségi biztosításra vonatkozó egyes rendelkezések módosítása és kiegészítése tárgyában
- 95/1952.  (X. 13.) MT rendelet a körzeti és a közegészségügyi orvosi szolgálatról
- 98/1952. (X. 19.) MT rendelet a raktárakban és a kereskedelmi üzletekben dolgozók anyagi felelősségéről
- 101/1952. (XI. 10.) MT rendelet A szállítási szerződésekről szóló 206 1951. (XII. 8.) M. T. számú rendelet módosításáról
- 104/1952. (XI. 28.) MT rendelet a termelőszövetkezeti tag traktorvezetők jogviszonyának rendezéséről
- 105/1952. (XII. 28.) MT rendelet a polgári perrendtartásról szóló 1952. évi III. törvény ( Pp.) hatálybaléptetése folytán szükséges rendelkezések tárgyában
- 106/1952. (XII. 31.) MT rendelet Szerzői Jogvédő Hivatal létesítéséről

### Minisztertanácsi határozatok
- 1004/1952. (III. 8.) MT határozat a »Rákosi Mátyás« tanulmányi Ösztöndíjról és Tanulmányi Versenyről
- 1007/1952. (III. 30.) MT határozat a továbbtanuló dolgozók kedvezményeiről
- 1010/1952. (IV. 30.) MT határozat a budapesti Tudományegyetem Lenin Intézetének  szervezéséről
- 1013/1952. (V. 18.) MT határozat az 1952. évi aratás, behordás, cséplés, másodvetés, valamint a tarlóhántás végrehajtásáról
- 1014/1952. (V. 18.) MT határozat az élenjáró gépállomások kitüntetéséről
- 1028/1952. (VIII. 27.) MT határozat a dolgozók továbbtanulásának egyes kérdéseiről
- 1029/1952. (VIII. 30.) MT határozat a miniszterek által adományozható kitüntető jelvényekről
- 1032/1952. (IX. 27.) MT határozat az államvizsga és diplomaterv rendszeresítéséről
- 1036/1952. (X. 13.) MT határozat a dolgozók egészségügyi ellátásának megjavításáról és a táppénzzel való visszaélések kiküszöböléséről

## Miniszteri rendeletek

### Január
- 1/1952. (I. 5.) BM rendelet a tokaji járás megszüntetéséről[1]
- 1/1952. (I. 5.) PM rendelet a belföldi forgalomban fizetendő forgalmi adókról
- 2/1952. (I. 5.)  PM rendelet a szeszjövedéki forgalmi adó ellenőrzésér vonatkozó egyes rendelkezések kiegészítése és módosítása
- 1/1952. (I. 5.) FM rendelet az állami állatorvosi szolgálatról
- A begyűjtési miniszter 1/1952. (I. 6.) Bgy. M. számú rendelete az 1952. évi állami tejbegyüjtésről[3]
- 3/1952. (I. 8.)  PM rendelet A helyreállítási (átalakítási) házadókedvezményre vonatkozó egyes rendelkezések módosításáról[2]
- 2/1952. (I. 8.) FM rendelet A mezőgazdasági gépek kötelező kijavításáról
- 1/1952. (I. (8.) Po. M. rendelet A Rádióüzletszabályzat egyes rendelkezéseinek kiegészítése és módosítása[2]
- A népművelési miniszter 1/1952. (I. 23.) Np. M. számú rendelete » kultúrotthonokról szóló 136/1951. (VII. 4.) M. T. számú rendelet végrehajtása tárgyában

### Február
- 2/1952. (II. 16.) EüM rendelet a piaci és utcai élelmiszerárusítás közegészségügyi szabályainak megállapítása tárgyában
- 13/1952. (II. 23.) PM rendelet a vagyonadónak az 1952. évre kivetése tárgyában
- 14/1952. (II. 23.) PM rendelet  a pénztári tervezésről
- 13/1952. (II. 15.) FM rendelet a méhek vándoroltatásának szabályozásáról